# Eijiro Takeda
Eijiro Takeda (født 11. juli 1988) er en japansk fodboldspiller, som spiller for den japanske fodboldklub Yokohama FC.